# Тойода Наюха
Тойода Наюха (яп. 豊田 奈夕葉; нар. 15 вересня 1986) — японська футболістка. Вона грала за збірну Японії.

## Виступи за збірну
Дебютувала у збірній Японії 18 грудня 2004 року в поєдинку проти Китайського Тайбею. У складі японської збірної учасниця жіночого чемпіонату світу 2007 року. З 2004 по 2010 рік зіграла 22 матчі в національній збірній.

## Статистика виступів
| Збірна Японії | Збірна Японії | Збірна Японії |
| Рік           | Матчі         | Голи          |
| ------------- | ------------- | ------------- |
| 2004          | 1             | 0             |
| 2005          | 4             | 0             |
| 2006          | 0             | 0             |
| 2007          | 8             | 0             |
| 2008          | 4             | 0             |
| 2009          | 2             | 0             |
| 2010          | 3             | 0             |
| Загалом       | 22            | 0             |